# Cimetière de la Jamaïque
Le cimetière de la Jamaïque aussi appelé cimetière la Peste se situe sur l'île de La Réunion, dans la commune de Saint-Denis. Il est construit au bord de l'océan Indien, au nord-est du quartier du Chaudron. Il s'agit d'un ancien cimetière qui a servi durant les épidémies de grippe espagnole et de peste au début du XXe siècle, ce qui lui a valu le surnom de cimetière la Peste.

## Historique
L'épidémie de grippe espagnole arrive sur l'île de La Réunion en 1919. C'est un bateau, le Madona, ramenant 1500 soldats ayant servi pendant la Première Guerre mondiale, qui a apporté la maladie sur l'île. Il accoste le 30 mars 1919. Les cas de grippe espagnole vont alors rapidement se déclarer au Port (lieu d’accostage du bateau) et dans le chef-lieu de l'île, Saint-Denis.
L'épidémie va causer de nombreux morts. Au cours du mois d'avril, on dénombre à Saint-Denis environ 100 morts par jour. Les cadavres sont transportés quotidiennement au cimetière de l’Est, et souvent abandonnés aux portes du cimetière. En effet, celui-ci est totalement rempli. Face à cette situation, on creuse des fosses communes et on construit un autre cimetière, à l'écart de la ville : le cimetière de la Jamaïque. Dans le langage courant des Réunionnais, la grippe était dénommée peste, ce qui donnera le surnom de cimetière la Peste au cimetière de la Jamaïque.
L'épidémie de grippe prendra fin à la suite du passage d'un cyclone dans la nuit du 10 au 11 mai 1919, donnant lieu à une légende : le cyclone aurait emporté avec lui la maladie. La grippe aura fait près de 10 000 morts en un mois sur l'île. Cependant, le cimetière de la Jamaïque va à nouveau être utilisé lors de l'épidémie de peste bubonique qui frappe la Réunion en 1926.
Selon l'historien Laurent Segelstein, le cimetière aurait ensuite servi pour enterrer des condamnés, « des personnes qui auraient commis des crimes qui ne leur permettait pas d’être placés dans le cimetière principal ».

## Organisation
Aujourd'hui, le cimetière regroupe une quinzaine de tombes. Au milieu de ce cimetière se dresse une croix chrétienne en fer forgé. Une seule des tombes porte un nom, celui de Mme Aimée Differnand née Raymond. On trouve également des tombes malbars où l'on peut observer de nombreuses offrandes hindoues régulièrement renouvelées.
Le 20 décembre 2015, à l'occasion de la fête Kaf et dans le cadre d'un programme de mise en valeur des lieux mémoriels de la ville, la mairie a installé un panneau explicatif sur le mur d'enceinte du cimetière.